# Teliphasa
Teliphasa é um gênero de mariposa pertencente à família Crambidae.